# Вайнер, Эндрю
Эндрю Вайнер (англ. Andrew Weiner, 17 июня 1949 — 3 декабря 2019) — канадский писатель-фантаст. Родился в Англии, а затем эмигрировал в Канаду. Написал три романа и более сорока рассказов. Третий его роман был опубликован только во Франции.

## Публикации

### Романы
- «Станция Геенна» (1987)
- «Приближаясь к концу» (2004, первая публикация на французском языке под названием «En Approchant de la fin», 2000)
- «Среди пропавших без вести» (2006, опубликовано только на французском языке под названием «Boulevard des disparus»)

### Сборники рассказов
- «Отдалённые сигналы: и другие истории» (1989)
- «Это год ноль» (1998)

### Короткие истории
- Его рассказ «Машина Кляйна» появился в «Будущем на льду» под редакцией Орсона Скотта Карда.